# Wilhelm Giese (Künstler)
Wilhelm Giese (* 23. Oktober 1883 in Horn, Lippe; † 8. April 1945 in Wegeleben; vollständiger Name Wilhelm Martin Ernst Leonhard Giese) war ein deutscher Maler, Zeichner und Radierer.

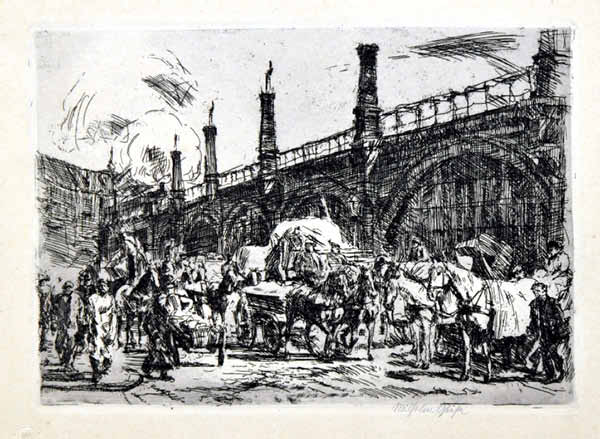
Bei den Markthallen unter der Berliner Hochbahn (1912)

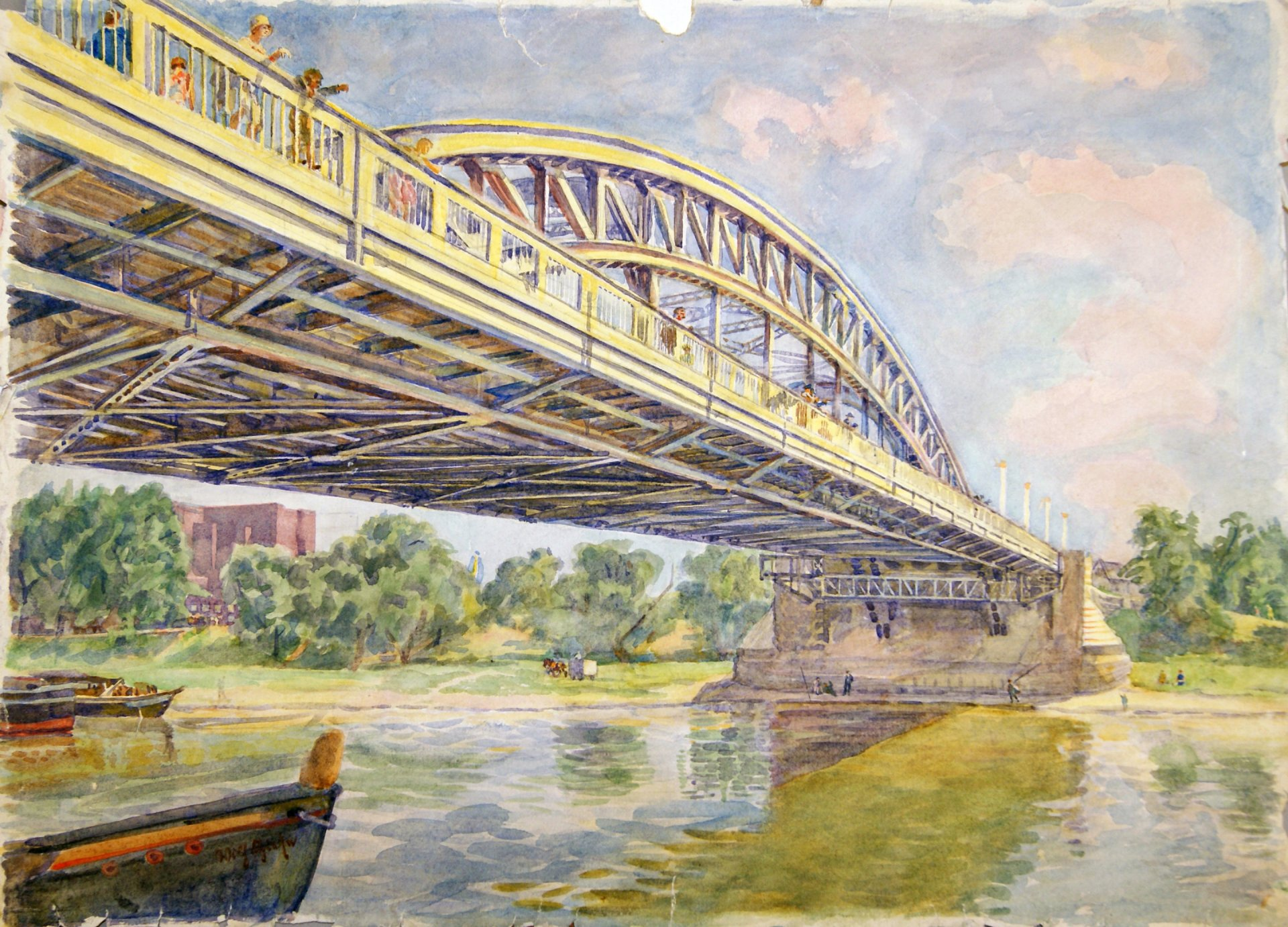
Aquarell der Sternbrücke Magdeburg, 1927/28

## Leben
Nach einer Ausbildung zum Dekorationsmaler studierte Giese zwischen 1900 und 1904 an der Kunstschule Weimar u. a. bei Hans Olde und Max Thedy. Einer kurzen Anstellung in der dortigen Einrichtung folgte der Wechsel zur Kunstgewerbe- und Handwerkerschule Magdeburg, um zwischen 1905 und 1908 eine Lehrtätigkeit für Malerei zu bekleiden. Während des Ersten Weltkrieges war er Mitglied der Berliner Sezession und des Deutschen Künstlerbundes. Zwischendurch war er auch in Dresden, Magdeburg, Marburg und Gera tätig.

## Werke
Zwischen 1912 und 1914 fertigte Giese ein Wandgemälde im Magdeburger Rathaus, das im Zweiten Weltkrieg zerstört wurde. In diese Zeit fallen auch seine kraftvollen Werke zum Großstadtleben u. a. mit Motiven aus Berlin mit einer Vorliebe für Bewegungen. 
Giese ist bekannt für seine Radierungen diverser Elbansichten Magdeburgs.
Ein Großteil seiner Werke wurde im Zweiten Weltkrieg zerstört, dennoch existieren heute noch ca. 50 Ölgemälde, 30 Aquarelle und 60 Radierungen. Darunter das Mappenwerk Stilsymphonien, Stimmungen aus Anhalts Schlössern (Dessau 1926). Die erhaltenen Arbeiten von Wilhelm Giese befinden sich zum Teil im Kunsthistorischen Institut der Universität Marburg sowie im Stadtmuseum Gera.